# Apanteles upis
Apanteles upis är en stekelart som beskrevs av Nixon 1965. Apanteles upis ingår i släktet Apanteles och familjen bracksteklar. Inga underarter finns listade i Catalogue of Life.